# Prešovský kraj
Koordinaten: 49° 0′ N, 21° 12′ O
Der Prešovský kraj (deutsch Eperieser Landschaftsverband) ist ein Verwaltungsgebiet in der nordöstlichen Slowakei.

## Okresy
Der Kraj besteht aus folgenden 13 Okresy:
- Bardejov
- Humenné
- Kežmarok
- Levoča
- Medzilaborce
- Poprad
- Prešov
- Sabinov
- Snina
- Stará Ľubovňa
- Stropkov
- Svidník
- Vranov nad Topľou

## Geographie

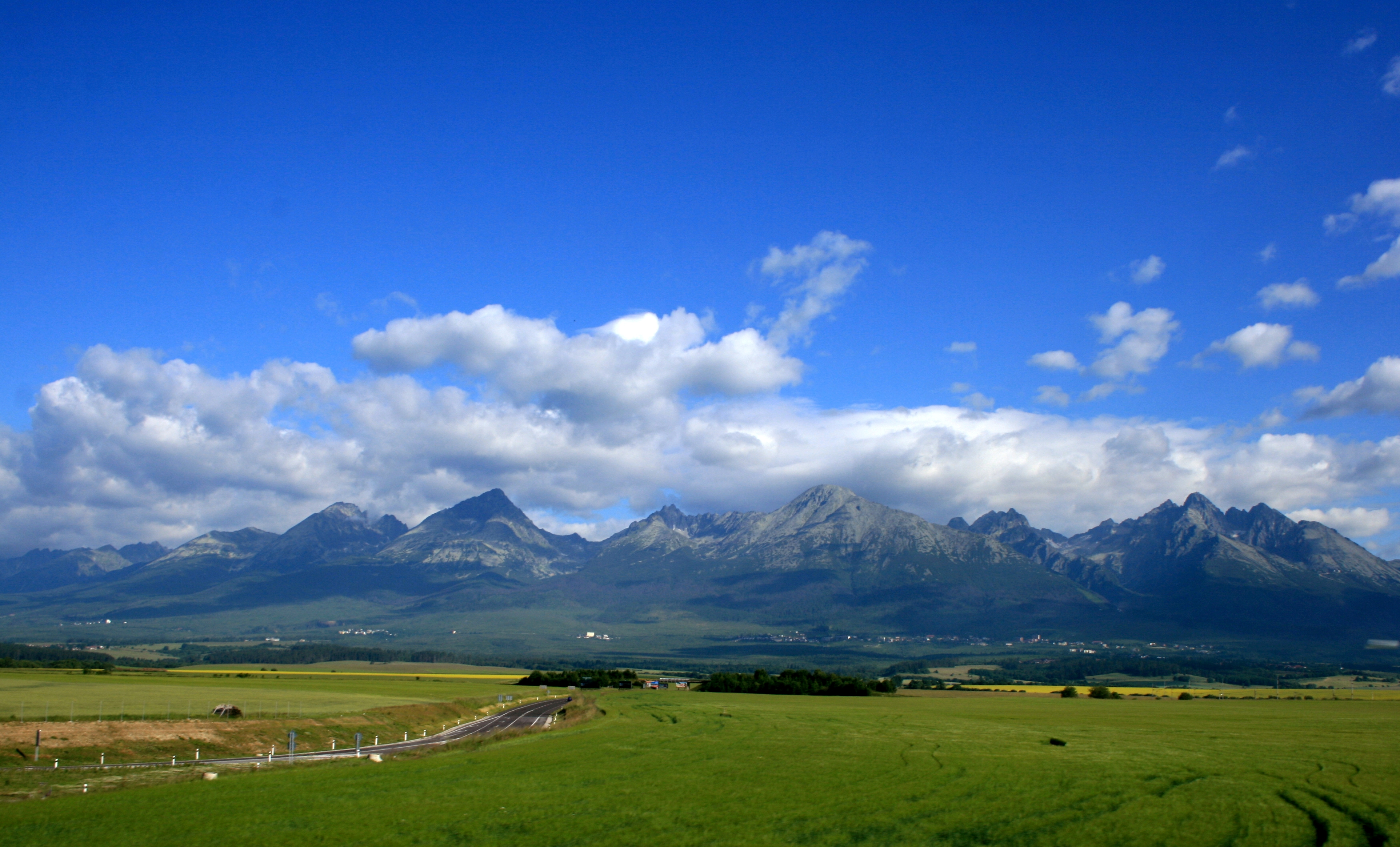
Die Hohe Tatra von Poprad aus gesehen

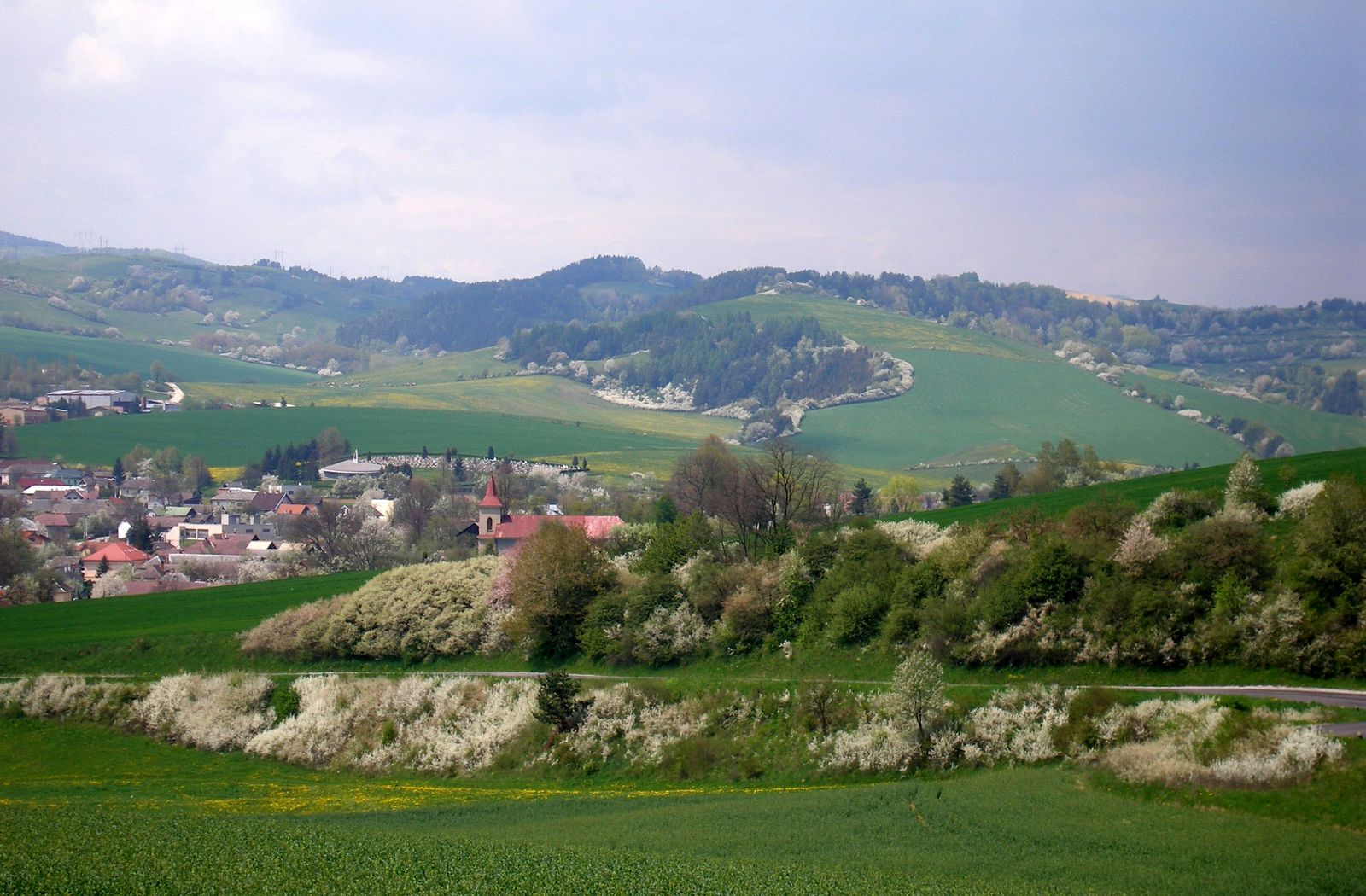
Das Bergland Šarišská vrchovina bei Sedlice im Okres Prešov

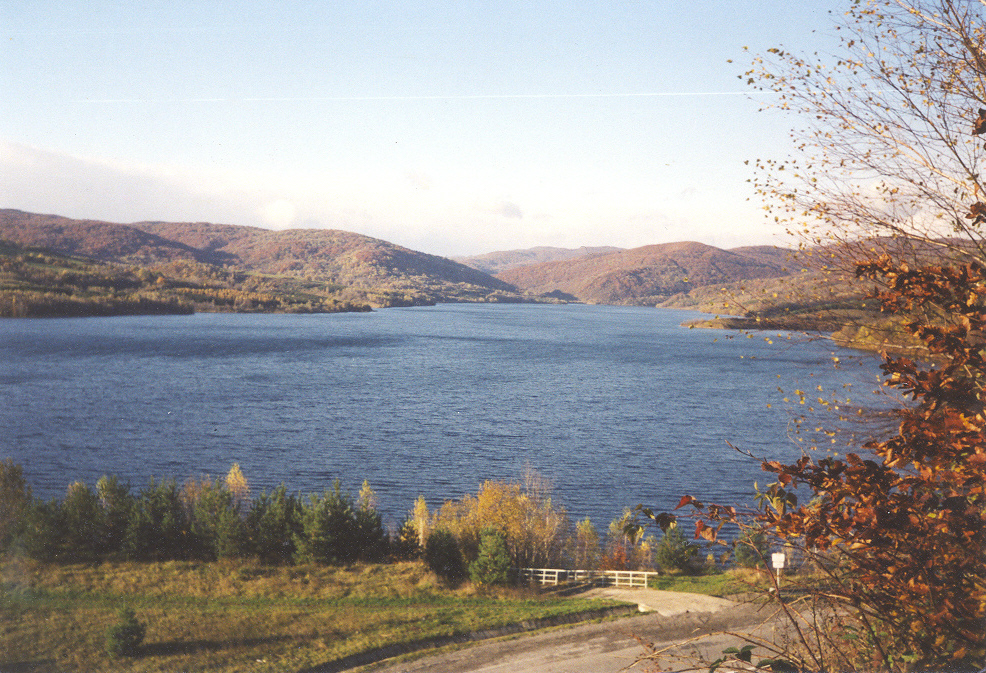
Starina-Stausee in den Bukovské vrchy bei Stakčín, Okres Snina

Der Kraj hat eine Fläche von 8.974 km², wodurch er der flächenmäßig der zweitgrößte und mit 810.008 Einwohnern (Stand 31. Dezember 2024) der bevölkerungsreichste Kraj ist und befindet sich in der Ostslowakei. Die Landschaft ist vielfältig, wird aber von Mittel- und Hochgebirgen (im Westen) dominiert. Hier treffen sich die West- und Ostkarpaten. Im Westteil dominiert die Tatra mit Teilgebirgen Hohe Tatra und Belaer Tatra, dazu reicht ein kleiner Ausläufer der Niederen Tatra in das Gebiet. Niedrigere Gebirge sind die Kozie chrbty, Zipser Magura, Pieninen, Leutschauer Berge und das Branisko; im Norden befindet sich die Ľubovnianska vrchovina. Die Bevölkerung konzentriert sich in den Untertatra- und Hornád-Talkesseln. Im Zentralteil rund um Prešov befindet sich die Šarišská vrchovina, Čergov, Ondavská vrchovina (Teil der Niederen Beskiden), die Slanské vrchy und weitere Gebirge, während die Stadt selbst mit umliegenden Gemeinden im Kaschauer Talkessel liegt. Im Osten befinden sich einige Ausläufer des Ostslowakischen Tieflands, andererseits ist die Landschaft auch hier überwiegend von Mittelgebirgen geprägt. Hierzu gehören die Laborecká vrchovina (Teil der Niederen Beskiden), Bukovské vrchy und das Vihorlat. Der Hauptkamm der Karpaten ist von verschiedenen historisch wichtigen Pässen geprägt, wie zum Beispiel dem Duklapass. Ein bemerkenswerter Fluss ist der Poprad im Nordwesten, der als einziger größerer slowakischer Fluss fließt in Richtung Norden und damit gehört zum Flusssystem Weichsel (mündet in die Ostsee). Gleichzeitig verläuft da die Wasserscheide zwischen der Ostsee und dem Schwarzen Meer. Andere Flüsse sind die Waag (genauer deren Quellflüsse Schwarze Waag und Weiße Waag) im äußersten Westen und ein kleiner Teil von Hornád im Südwesten. Weitere Flüsse fließen zumeist in der Nord-Süd-Richtung: hierzu gehören die Torysa, Topľa, Ondava und der Laborec. Der höchste Berg des Krajs und zugleich höchster Berg der Slowakei und gesamten Karpaten ist die Gerlsdorfer Spitze in der Hohen Tatra (2654 m n.m.); der niedrigste Punkt liegt am Fluss Ondava bei Dlhé Klčovo (105 m n.m.).
Es gibt fünf Nationalparks, die völlig oder teilweise im Kraj liegen: Nízke Tatry (NAPANT, Niedere Tatra), der Tatranský národný park (TANAP, Tatra-Nationalpark), Pieniny (PIENAP, Pieninen), Slovenský raj (Slowakisches Paradies) und Poloniny. Daneben sind zwei Gebiete als Landschaftsschutzgebiete geführt: Východné Karpaty (Ostkarpaten) und Vihorlat.
Verwaltungstechnisch grenzt der Kraj an die polnischen Woiwodschaften Kleinpolen und Karpatenvorland im Norden bzw. Nordosten, an die ukrainische Oblast Transkarpatien im Osten, an den Košický kraj im Süden, Banskobystrický kraj im Südwesten und Žilinský kraj im Westen.

## Historische administrative Einheiten
Im Königreich Ungarn befanden sich hier vier Komitate: Kleinere Teile des Komitats Liptau lagen im äußersten Westen, während sich das Komitat Zips fast im ganzen Westen befand. Das Komitat Scharosch befand sich um die Stadt Prešov und Komitat Semplin bedeckte den Osten des Gebiets. Alle diese Bezeichnungen sind bis heute unter den slowakischen Namen (Liptov, Spiš, Šariš und Zemplín) weiterhin üblich.
Entwicklung nach dem Zerfall Österreich-Ungarns im Jahr 1918:
- 1918/1919–1922: wie oben, Tschechoslowakei
- 1923–1928: Podtatranská župa (Untertatraer Gespanschaft, im Westen) und Košická župa (Kaschauer Gespanschaft), Tschechoslowakei
- 1928–1939: Slovenská krajina/zem (Slowakisches Land), Tschechoslowakei
- 1940–1945: Tatranská župa (Tatraer Gespanschaft) und Šarišsko-zemplínska župa (Scharosch-Sempliner Gespanschaft), Erste Slowakische Republik. Das Gebiet um die Ortschaft Stakčín war 1939–1945 als Folge des Slowakisch-Ungarischen Kriegs Teil Ungarns.
- 1945–1948: Slovenská krajina (Slowakisches Land), Tschechoslowakei
- 1949–1960: Prešovský kraj (Eperieser Landschaftsverband) und Košický kraj (Kaschauer Landschaftsverband) – mit den heutigen nicht zu verwechseln, Tschechoslowakei
- 1960–1990: Východoslovenský kraj (Ostslowakischer Landschaftsverband), Tschechoslowakei
- seit 1996: heutiger Prešovský kraj

## Bevölkerung
| Jahr                | 1994    | 2004    | 2014    | 2024    |
| ------------------- | ------- | ------- | ------- | ------- |
| Anzahl der Personen | 763.911 | 796.745 | 819.977 | 810.008 |
| Unterschied         |         | +4,29 % | +2,91 % | −1,21 % |

| Jahr                | 2023    | 2024    |
| ------------------- | ------- | ------- |
| Anzahl der Personen | 808.810 | 810.008 |
| Unterschied         |         | +0,14 % |

Die Bevölkerungsdichte liegt bedingt durch die geografischen Gegebenheiten bei nur 91/km², niedriger als der slowakische Durchschnitt von 111/km². Die Hauptstadt ist Prešov (deutsch Eperies, 1938 bis 1945 auch eingedeutscht Preschau); andere wichtige Städte sind Poprad, Vysoké Tatry, Bardejov und Humenné (vergleiche auch die Liste der Bezirke). Insgesamt besteht der Landschaftsverband aus 666 Gemeinden, davon 23 Städten und dem Militärgelände Valaškovce.
Nach der Volkszählung 2011 wohnten im Prešovský kraj genau 814.527 Einwohner. Der größte Teil entfiel auf die Slowaken (668.300 Einw., 82 %), gefolgt von Roma (43.097 Einw., 5,3 %), Russinen (28.835 Einw., 3,5 %), Ukrainer (3.714 Einw., 0,5 %) und Tschechen (2.610 Einw., 0,3 %). Andere Ethnien machen zusammen 0,4 % (3.340 Einw.) der Bevölkerung aus, während 64.631 Einwohner (7,9 %) keine Angabe zur Ethnie machten. Traditionell leben in der Region auch Goralen und Karpatendeutsche (Zipser Sachsen).
Konfessionell ist die römisch-katholische Kirche mit 500.619 Einwohnern (61,5 %) die am meisten verbreitete Konfession, gefolgt von der besonders in der Ostslowakei stark vertretene griechisch-katholischen Kirche mit 114.799 Einwohnern (14,1 %). Des Weiteren bekannten sich die Einwohner zur Evangelischen Kirche A. B. (36.989 Einw., 4,5 %), orthodoxen Kirche (29.531 Einwohner, 3,6 %) und zu den Zeugen Jehovas (2.646 Einw., 0,3 %); insgesamt 4.496 Einwohner (0,6 %) bekannten sich zu einer anderen Konfession. 44.983 Einwohner (5,5 %) waren konfessionslos und bei 78.340 Einwohnern (9,6 %) wurde keine Konfession ermittelt.